# Mariage homosexuel en Finlande

État des législations nationales concernant le mariage homosexuel dans le monde

En Finlande, la reconnaissance légale des couples de même sexe est effective comme partenariat enregistré depuis 2002. L'ouverture du mariage aux couples de même sexe est effective le 1er mars 2017.

## Processus législatif
Le mariage homosexuel en Finlande, ouvrant également le droit à l'adoption homoparentale était en discussion au Parlement finlandais (Eduskunta) depuis des années.
Le 27 février 2013, une proposition de loi est rejetée par la Commission juridique par 9 votes contre et 8 votes favorables.
Ensuite, une initiative citoyenne est lancée ; leur proposition est soumis au Parlement le 13 décembre 2013 après une période de six mois pour collecter des signatures.

### 1relecture
Le 20 novembre 2014, la Commission juridique recommande, de nouveau par un vote de 9 contre 8, de rejeter la proposition de l'initiative citoyenne.
Le 28 novembre 2014, le Parlement finlandais rejette cette recommandation, par 92 députés votant pour le rapport de la commission (donc contre le mariage homosexuel), 105 voix contre (donc en effet pour), 2 abstentions et 1 député absent.
| Parti | Parti                               | Pour | Contre | Abstention | Votants/Total |
| ----- | ----------------------------------- | ---- | ------ | ---------- | ------------- |
|       | Parti social-démocrate de Finlande  | 37   | 2      | 2          | 41/42         |
|       | Parti de la Coalition nationale     | 28   | 16     | 0          | 44/44         |
|       | Alliance de gauche                  | 12   | 0      | 0          | 12/12         |
|       | Ligue verte                         | 10   | 0      | 0          | 10/10         |
|       | Parti populaire suédois de Finlande | 9    | 1      | 0          | 10/10         |
|       | Indépendants                        | 2    | 0      | 0          | 2/2           |
|       |                                     |      |        |            |               |
|       | Vrais Finlandais                    | 1    | 36     | 0          | 37/37         |
|       | Parti du centre                     | 6    | 30     | 0          | 36/36         |
|       | Chrétiens-démocrates                | 0    | 6      | 0          | 6/6           |
|       | Muutos 2011                         | 0    | 1      | 0          | 1/1           |
|       |                                     |      |        |            |               |
| Total | Total                               | 105  | 92     | 2          | 199/200       |

Par conséquent, le sujet est alors envoyé à la Grande commission du Parlement, qui doit décider de suivre la recommandation de la commission (contre) ou de suivre la décision de la plénière (en faveur).

### Vote de la Grande commission du Parlement
Le 3 décembre 2014, la Grande commission du Parlement de Finlande, où 25 des 200 députés de l'Eduskunta siègent, se réunit et approuve la proposition ouvrant le mariage aux couples de même sexe par 17 voix pour et 8 contre. La Grande commission du Parlement renvoie pour vote final la proposition à l'Eduskunta.
| Parti | Parti                               | Pour | Contre | Total |  |
| ----- | ----------------------------------- | ---- | ------ | ----- |  |
|       | Parti social-démocrate de Finlande  | 6    | 0      | 6     |  |
|       | Parti de la Coalition nationale     | 5    | 1      | 6     |  |
|       | Parti du centre                     | 3    | 2      | 5     |  |
|       | Alliance de gauche                  | 1    | 0      | 1     |  |
|       | Ligue verte                         | 1    | 0      | 1     |  |
|       | Parti populaire suédois de Finlande | 1    | 0      | 1     |  |
|       |                                     |      |        |       |  |
|       | Vrais Finlandais                    | 0    | 4      | 4     |  |
|       | Chrétiens-démocrates                | 0    | 1      | 1     |  |
|       |                                     |      |        |       |  |
| Total | Total                               | 17   | 8      | 25    |  |

### 2electure
Le 12 décembre 2014, le Parlement finlandais adopte en 2e lecture la proposition de loi par 101 voix favorables, 90 députés votant contre, 7 abstentions et 2 députés absents. Ce vote final achève l'examen de la proposition qui devient alors loi officielle de la République de Finlande et fait du pays le 20e à autoriser le mariage homosexuel dans le monde, le 10e de l'Union européenne. Néanmoins, la nécessité d'adapter les textes et codes juridiques à cette loi font que l'entrée en vigueur effective du mariage homosexuel en Finlande ne sera effective qu'en 2017.
| Parti | Parti                               | Pour | Contre | Abstention | Votants/Total |
| ----- | ----------------------------------- | ---- | ------ | ---------- | ------------- |
|       | Parti social-démocrate de Finlande  | 36   | 3      | 2          | 41/42         |
|       | Parti de la Coalition nationale     | 26   | 15     | 3          | 44/44         |
|       | Alliance de gauche                  | 12   | 0      | 0          | 12/12         |
|       | Ligue verte                         | 9    | 0      | 1          | 10/10         |
|       | Parti populaire suédois de Finlande | 9    | 1      | 0          | 10/10         |
|       | Indépendants                        | 2    | 0      | 0          | 2/2           |
|       |                                     |      |        |            |               |
|       | Vrais Finlandais                    | 1    | 35     | 1          | 37/37         |
|       | Parti du centre                     | 6    | 29     | 0          | 35/36         |
|       | Chrétiens-démocrates                | 0    | 6      | 0          | 6/6           |
|       | Muutos 2011                         | 0    | 1      | 0          | 1/1           |
|       |                                     |      |        |            |               |
| Total | Total                               | 101  | 90     | 7          | 198/200       |

À la suite de ce vote, le député Jani Toivola (Ligue verte) a mis au vote une déclaration selon laquelle l'Eduskunta exige que le gouvernement finlandais prépare sans délai un projet de loi permettant de mettre en conformité le droit finlandais au mariage entre personnes de même sexe, apportant ainsi les modifications nécessaires pour que celui-ci soit effectif le plus rapidement possible. Cette déclaration a été approuvée par les députés: 104 voix pour, 46 contre, 39 abstentions et 10 absents.

### Promulgation présidentielle
Le 20 février 2015 le président de la République de Finlande, Sauli Niinistö (Kok) promulgue la loi ouvrant le mariage homosexuel en Finlande en la signant officiellement. Celle-ci sera en vigueur à partir de mars 2017.

### Pétition de réexamen du projet de loi
En 2015, en l'espace de quelques mois une pétition d'initiative populaire rassemble plus de 50 000 signatures obligeant le Parlement à rediscuter la loi  avant son application. Néanmoins, celle-ci n'est pas remise en cause, le Parlement ayant choisi d'adopter les articles appliquant le mariage homosexuel

### Loi d'application du mariage homosexuel
La loi générale ouvrant le mariage aux couples homosexuels ayant été adoptée, celle-ci a nécessité l'adoption d'une loi complémentaire d'application de celle-ci. À la suite des élections législatives finlandaises de 2015, il y a eu une crainte de voir celle-ci abandonnée à la suite de la victoire de la droite et des nationalistes, opposés au mariage homosexuel.
Néanmoins, ces interrogations ont vite été balayées, le 22 octobre 2015, le Parlement commença à en débattre et le nouveau ministre de la Justice Jari Lindström, membre du parti populiste Vrais Finlandais décida de présenter la loi malgré « son opposition personnelle à celle-ci car il faut respecter le vote du Parlement en 2014 »,.
Le 11 décembre 2015, la Commission Justice du Parlement recommande l'adoption de la loi d'application. Le 17 février 2016, l'Eduskunta approuve le projet de loi par 106 favorables et 42 contre. Sur la pression de la droite conservatrice et notamment des Vrais Finlandais, la loi est de nouveau votée, pour rejeter une pétition demandant son abrogation, en assemblée plénière du Parlement, par 120 voix pour, 48 contre et 2 abstentions le 17 février 2017, ce qui confirme son entrée en vigueur au 1er mars 2017.